# Slovenian International
Die Slovenian International sind die offenen internationalen Meisterschaften von Slowenien im Badminton. Sie werden seit regulär seit 1993 ausgetragen. In der Zeit, als Slowenien Teil Jugoslawiens war, fanden von 1963 bis 1976 inoffizielle internationale Meisterschaften von Slowenien statt. Mit einem hochkarätigen internationalen Starterfeld um Simon Archer und Donna Kellogg verabschiedeten sich die Slovenian International 2003 vorläufig aus dem internationalen Badminton-Geschehen, um 2008 ins Wettkampfprogramm zurückzukehren. Nationale Meisterschaften Sloweniens finden seit 1958 statt.

## Die Sieger
| Saison    | Herreneinzel                  | Dameneinzel                   | Herrendoppel                                  | Damendoppel                                     | Mixed                                |
| --------- | ----------------------------- | ----------------------------- | --------------------------------------------- | ----------------------------------------------- | ------------------------------------ |
| 1963      | Bernd Frohnwieser             | Hilde Themel                  | Bernd Frohnwieser Harald Pirsch               | Mariča Amf Meta Bogel                           | Bernd Frohnwieser Hilde Themel       |
| 1964      | Tomaž Pavčič                  | Mariča Amf                    | Oki Drinovec Jani Drinovec                    | Mariča Amf Meta Bogel                           | Helmut Kraule Breda Križman          |
| 1965      | Michael Rawlings              | Meta Bogel                    | Bernd Frohnwieser Harald Pirsch               | Johanna Holzer Nina Pomahačová                  | Vladimír Zrno Alena Mládková         |
| 1966      | Franz Beinvogl                | Hilde Kreulitsch              | Franz Beinvogl Rupert Liebl                   | Hilde Kreulitsch Anni Fritzer                   | Bernd Frohnwieser Hilde Kreulitsch   |
| 1967      | Franz Beinvogl                | Irena Červenková              | Franz Beinvogl Jani Drinovec                  | Hilde Kreulitsch Anni Fritzer                   | Franz Beinvogl Inge Mönch            |
| 1968      | nicht ausgetragen             | nicht ausgetragen             | nicht ausgetragen                             | nicht ausgetragen                               | nicht ausgetragen                    |
| 1969      | Otto Eckarth                  | Lučka Križman                 | Mitja Žorga Slavko Županič                    | Marta Amf Vita Bohinc                           | Slavko Županič Lučka Križman         |
| 1970      | Danče Pohar                   | Lučka Križman                 | Otto Eckarth Rudi Mahin                       | Lučka Križman Breda Križman                     | Danče Pohar Mariča Amf               |
| 1971      | Franz Beinvogl                | Lučka Križman                 | Otto Eckarth Erich Mader                      | Lučka Križman Breda Križman                     | Franz Beinvogl Vita Bohinc           |
| 1972      | nicht ausgetragen             | nicht ausgetragen             | nicht ausgetragen                             | nicht ausgetragen                               | nicht ausgetragen                    |
| 1973      | Stane Koprivšek               | Lučka Križman                 | Gregor Berden Stane Koprivšek                 | Lučka Križman Marta Amf                         | Gregor Berden Marta Amf              |
| 1974      | Stane Koprivšek               | Ildikó Szabó                  | Gregor Berden Stane Koprivšek                 | Lučka Križman Marta Amf                         | Gregor Berden Marta Amf              |
| 1975      | Otto Eckarth                  | Lučka Križman                 | Gregor Berden Slavko Županič                  | Éva Cserni Ildikó Szabó                         | János Cserni Éva Cserni              |
| 1976      | Gregor Berden                 | Éva Cserni                    | Stane Koprivšek Jani Čaleta                   | Erika Meisenhälter Herta Schwarz                | Gregor Berden Marta Amf              |
| 1977 1992 | nicht ausgetragen             | nicht ausgetragen             | nicht ausgetragen                             | nicht ausgetragen                               | nicht ausgetragen                    |
| 1993      | Hannes Fuchs                  | Andrea Harsági                | Vladislav Druzchenko Valerij Strelcov         | Elena Nozdran Ira Koloskova                     | Valerij Strelcov Elena Nozdran       |
| 1994      | Jürgen Koch                   | Irina Serova                  | Fernando Silva Ricardo Fernandes              | Svetlana Alferova Elena Denisova                | Artur Khachaturyan Svetlana Alferova |
| 1995      | Denis Pešehonov               | Maja Pohar                    | Stephan Schneider Markus Hegar                | Maja Pohar Urša Jovan                           | Andrej Pohar Maja Pohar              |
| 1996      | Pedro Vanneste                | Sandra Dimbour                | Manuel Dubrulle Vincent Laigle                | Andrea Dakó Melinda Keszthelyi                  | Manuel Dubrulle Sandrine Lefèvre     |
| 1997      | Pedro Vanneste                | Joanne Muggeridge             | Kenny Middlemiss Russell Hogg                 | Elinor Middlemiss Sandra Watt                   | Kenny Middlemiss Elinor Middlemiss   |
| 1998      | Andrej Pohar                  | Joanne Muggeridge             | Mark Manha Howard Bach                        | Joanne Muggeridge Felicity Gallup               | Andrej Pohar Maja Pohar              |
| 1999      | Richard Vaughan               | Katja Michalowsky             | Manuel Dubrulle Vincent Laigle                | Corinne Jörg Fabienne Baumeyer                  | Andrej Pohar Maja Pohar              |
| 2000      | Colin Haughton                | Anne Marie Pedersen           | Mathias Boe Michael Jensen                    | Britta Andersen Lene Mørk                       | Mathias Boe Britta Andersen          |
| 2001      | Nabil Lasmari                 | Maja Pohar                    | Nikolai Sujew Stanislav Pukhov                | Elena Shimko Marina Yakusheva                   | Nikolai Sujew Marina Yakusheva       |
| 2002      | Jürgen Koch                   | Petya Nedelcheva              | Rasmus Andersen Carsten Mogensen              | Ekaterina Ananina Anastasia Russkikh            | Alexandr Russkikh Anastasia Russkikh |
| 2003      | Shoji Sato                    | Jill Pittard                  | Nikolai Sujew Nicholas Kidd                   | Marina Yakusheva Elena Shimko                   | Simon Archer Donna Kellogg           |
| 2004 2007 | nicht ausgetragen             | nicht ausgetragen             | nicht ausgetragen                             | nicht ausgetragen                               | nicht ausgetragen                    |
| 2008      | Jan Vondra                    | Linda Zechiri                 | Michael Lahnsteiner Peter Zauner              | Emelie Lennartsson Emma Wengberg                | Vladimir Metodiev Gabriela Banova    |
| 2009      | Harry Wright                  | Maja Tvrdy                    | Jürgen Koch Peter Zauner                      | Johanna Goliszewski Claudia Vogelgsang          | Peter Zauner Simone Prutsch          |
| 2010      | Pablo Abián                   | Lianne Tan                    | Ruud Bosch Koen Ridder                        | Natalia Pocztowiak Staša Poznanović             | Mao Hong Natalia Pocztowiak          |
| 2011      | Hsu Jen-hao                   | Carola Bott                   | Łukasz Moreń Wojciech Szkudlarczyk            | Johanna Goliszewski Carla Nelte                 | Zvonimir Đurkinjak Staša Poznanović  |
| 2012      | Andrew Smith                  | Nicole Schaller               | Zvonimir Đurkinjak Zvonimir Hölbling          | Isabel Herttrich Inken Wienefeld                | Zvonimir Đurkinjak Staša Poznanović  |
| 2013      | Misbun Ramdan                 | Mariya Ulitina                | Nikita Khakimov Vasily Kuznetsov              | Alida Chen Soraya de Visch Eijbergen            | Zvonimir Đurkinjak Staša Poznanović  |
| 2014      | Flemming Quach                | Stefani Stoeva                | Zvonimir Đurkinjak Zvonimir Hölbling          | Gabriela Stoeva Stefani Stoeva                  | Jeppe Ludvigsen Mai Surrow           |
| 2015      | Dmytro Zavadsky               | Mariya Ulitina                | Zvonimir Đurkinjak Zvonimir Hölbling          | Linda Efler Lara Käpplein                       | Bastian Kersaudy Léa Palermo         |
| 2016      | Kieran Merrilees              | Julie Dawall Jakobsen         | Joshua Magee Sam Magee                        | Chloe Birch Sarah Walker                        | Mikkel Mikkelsen Mai Surrow          |
| 2017      | Erik Meijs                    | Julie Dawall Jakobsen         | Matijs Dierickx Freek Golinski                | Olga Arkhangelskaya Natalia Rogova              | Mikkel Mikkelsen Mai Surrow          |
| 2018      | Toby Penty                    | Qi Xuefei                     | Jeppe Bay Rasmus Kjær                         | Bengisu Erçetin Nazlıcan İnci                   | Gregory Mairs Jenny Moore            |
| 2019      | Sourabh Varma                 | Clara Azurmendi               | Shōhei Hoshino Yujiro Nishikawa               | Jenny Moore Victoria Williams                   | Gregory Mairs Victoria Williams      |
| 2020      | nicht ausgetragen             | nicht ausgetragen             | nicht ausgetragen                             | nicht ausgetragen                               | nicht ausgetragen                    |
| 2021      | Arnaud Merklé                 | Mutiara Ayu Puspitasari       | Muh Putra Erwiansyah Patra Harapan Rindorindo | Low Yeen Yuan Valeree Siow                      | Choong Hon Jian Toh Ee Wei           |
| 2022      | Collins Valentine Filimon     | Lin Hsiang-ti                 | Wei Chun-wei Wu Guan-xun                      | Meilysa Trias Puspita Sari Rachel Allessya Rose | Kristian Kræmer Amalie Cecilie Kudsk |
| 2023      | Fortsetzung als Slovenia Open | Fortsetzung als Slovenia Open | Fortsetzung als Slovenia Open                 | Fortsetzung als Slovenia Open                   | Fortsetzung als Slovenia Open        |